# شارلوت لويس
شارلوت لويس (بالإنجليزية: Charlotte Lewis)‏ وهي ممثلة إنكليزية بريطانية ولدت في يوم 7 أغسطس 1967 في عاصمة المملكة المتحدة لندن. والدها من أصل تشيلي عراقي وأمها من أصل إنكليزي إيرلندي.

## روابط خارجية
- شارلوت لويس على موقع IMDb (الإنجليزية)
- شارلوت لويس على موقع ألو سيني (الفرنسية)
- شارلوت لويس على موقع أول موفي (الإنجليزية)
- شارلوت لويس على موقع قاعدة بيانات الأفلام السويدية (السويدية)
- شارلوت لويس على موقع إن إن دي بي (الإنجليزية)
- شارلوت لويس على موقع قاعدة بيانات الفيلم (الإنجليزية)
- شارلوت لويس على موقع كينوبويسك (الروسية)